# Motilla del Palancar
Motilla del Palancar település Spanyolországban, Cuenca tartományban. Motilla del Palancar Alarcón, Gabaldón, Campillo de Altobuey, Iniesta, El Peral és Pozorrubielos de la Mancha községekkel határos. Lakosainak száma 6259 fő (2024).

## Népesség
A település népessége az utóbbi években az alábbiak szerint változott:
| Lakosok száma | 5163 | 5497 | 5620 | 6167 | 6216 | 5915 | 5902 | 5869 | 5964 | 6259 |
|               | 2001 | 2004 | 2006 | 2009 | 2011 | 2014 | 2016 | 2019 | 2021 | 2024 |